# Stephan Mias
Stephan Mias (* 27. März 1911 in Iserlohn; † ) war ein deutscher Kommunalpolitiker und ehrenamtlicher Landrat (FDP).

## Leben und Beruf
Nach dem Schulbesuch absolvierte er eine kaufmännische Ausbildung und war anschließend als Kaufmann tätig.
Von 1952 bis 1969 war er Mitglied des Kreistages des ehemaligen Landkreises Iserlohn. Vom 23. November 1954 bis zum 13. November 1956 war Mias Landrat des Landkreises.